# سس، اروگوئه
سس، اروگوئه (به اسپانیایی: Sauce) شهری در کشور اروگوئه، استان کنلونس است که جمعیت آن در سرشماری سال ۲۰۰۴ میلادی ۵٬۷۹۷ نفر بوده‌است.